# 武田修宏
武田 修宏（たけだ のぶひろ、1967年5月10日 - ）は、静岡県浜松市出身の元プロサッカー選手、スポーツコメンテーター、タレント。現役時代のポジションはフォワード。元日本代表。
Jリーグ通算94ゴール（8位タイ）、日本サッカーリーグ（JSL）新人王、MVP、ベストイレブンはJSL時代3回、Jリーグ時代1回の記録を持つ。

## 経歴

### 選手時代

#### 小学 - 高校時代
静岡県浜松市で、トラック運転手の父と看護婦の母との間に生まれる。兄がいる。小学校1年の頃にサッカーを始めた。少年時代から静岡県内では天才サッカー少年と呼ばれ、浜松市立丸塚中学校2年時には東海選抜に選出され全日本選抜中学生サッカー大会で優勝、3年時には
日本ジュニアユース代表に選出されシンガポールで開催されたライオンシティカップに出場し、得点王となった。
中学卒業後は地元の浜松を離れ、静岡県立清水東高等学校へ進学。当時越境進学するケースは少なく「故郷を捨てる裏切り者」と新聞に叩かれた。当時の清水東の3年生には清水東三羽烏と称された大榎克己、長谷川健太、堀池巧らがいるメンバー内で1年時からセンターフォワードのポジションを獲得すると全国高等学校サッカー選手権大会静岡県予選では9得点を挙げる活躍で得点王とMVPを獲得。本大会では5得点を挙げる活躍で準優勝に貢献、大会優秀選手に選ばれ高校選抜の一員としてヨーロッパ遠征に参加した。国体には1年時から出場し、1年時と2年時には準優勝、3年時には中山雅史らと共に参加（中山は当時DFとして参加後述）、準決勝の三重県選抜戦にて7得点を挙げる活躍などで優勝に貢献した。しかし、清水東高では3年時に主将を務めたものの、冬の高校選手権予選では準決勝で敗退した。
日本ユース代表には1年時から選ばれ、1983年のAFCユース選手権予選に出場したが、3年時は年齢制限（1967年8月1日生まれ以降の選手を対象とした）のため代表には招集されていない。

#### JSL時代
高校卒業後の1986年に、静岡第一テレビ（NNN・NNS系列で、読売新聞東京本社や日本テレビ放送網などの読売グループが主要株主）の子会社静岡第一ビデオ（現・SDTエンタープライズ）に入社。静岡第一テレビの内山信一社長の取り計らいもあって社員として勤務する傍ら、静岡第一ビデオからSDT東京支社への出向社員という扱いで日本サッカーリーグ(JSL)1部の読売サッカークラブに入団した。進学校として名高い清水東高校から高卒で実業団入りするのはJリーグ創設以前の当時としては異例であった。この頃は午前中に一般業務を行ってから、小田急線でよみうりランドまで通った。入団初年度からポジションを獲得すると、1986-87シーズンに11得点を挙げる活躍で2シーズンぶりのリーグ優勝に貢献。この活躍により武田は新人王とベスト11、日本年間最優秀選手賞を受賞した。また1987年には日本代表にも選出され、ソウルオリンピック予選に出場、第1戦のインドネシア戦で代表デビューを飾ると、この試合で代表初得点を記録した。
これらの活躍で武田は、1987-88シーズンのJSLのPRポスターのモデルに選ばれるなど新たなスター選手として扱われるようになった。またルックスの良さやファッションセンスからサッカー以外の雑誌やテレビで紹介されるようになり、1988年1月15日の成人の日には日本テレビ系列で『サッカー青春賛歌「ストライカーへの道」武田修宏20歳からの挑戦』と題したドキュメンタリー番組が放送されるなど、異例の扱いを受けた。
その後一時期不調に陥るが、1989-90シーズンには13得点を挙げ復活を果たし、翌1990年に代表へ復帰。同年にブラジルから三浦知良が加入すると三浦とのコンビで1990-91、1991-92シーズンのリーグ連覇に貢献した。

#### Jリーグ発足後
日本プロサッカーリーグ（Jリーグ）創設に伴い読売クラブがヴェルディ川崎と改組された後も、三浦、ラモス瑠偉、北澤豪らと共に中心選手としてチームを支え黄金時代を築いた。1993年5月15日、Jリーグ開幕戦となった横浜マリノス戦で先発したが、前半のみの出場となった。第3節のサンフレッチェ広島戦でJリーグ初得点を挙げた。セカンドステージ、第11節のマリノス戦では決勝ゴールを挙げ、数年間勝利出来ずにいたライバルから勝利した。当時の武田の年俸は1億2千万円と言われ、JSL時代よりも多くの収入を手に入れると共に人気選手として注目を集めた。日本代表にも引き続き選出されたが、ハンス・オフト監督の下では高木琢也や中山雅史といった同年代の選手に比べ出場機会は少なく、控え選手としてベンチを温めることが多かった。後に「ドーハの悲劇」と呼ばれたW杯アメリカ大会のアジア最終予選・イラク戦では試合終盤の81分に中山と交代で出場するも、試合終了間際の致命的な判断ミスがロスタイムでの失点につながり非難を浴びた。その後、1994年のパウロ・ロベルト・ファルカン体制での出場を最後に、日本代表に招集されなくなった。
1996年、武田は出身地の浜松に隣接する磐田市のジュビロ磐田に移籍、磐田では中山雅史、サルヴァトーレ・スキラッチがツートップを組んでいたこともあって、オフト監督により、主にDFの右サイドバックとして起用された。この年のJリーグオールスターサッカーに先発で選抜され、その試合でも背番号9ながら、DFとして出場した。その後、一旦ヴェルディに復帰したが、ラモス瑠偉が移籍した京都パープルサンガに移籍、シーズン途中にラモスがヴェルディに復帰したため武田が取り残される形となった。1998年にジェフユナイテッド市原へ移籍した。市原では、2年間のリーグ戦で19ゴールと活躍したがチームはJ2降格の危機にさらされるなどの苦難も味わったJ1参入決定戦ではアビスパ福岡との2回戦第1戦でゴールを決めた。1999年のシーズン終了後、市原から戦力外通告を受ける。その後、古巣のヴェルディに市原時代の1/4の年俸で移籍復帰する（ヴェルディ川崎としての最終年）。ヴェルディで出番を与えられなかった2000年の途中にはパラグアイのスポルティボ・ルケーニョに移籍して活動の場を求めたが、3か月後に監督が交代、退団した。その後、ブラジルに留学し、ネルシーニョ監督率いるポンチ・プレッタで修行した。
2001年、武田は川崎から本拠地を移転した東京ヴェルディ1969へ3度目の復帰を果たし、チームでの活躍と日本代表復帰を目指したが、同年を最後に現役引退。引退は相談したホリプロの会長に勧められたという。2001年のJリーグ終盤にエジムンドが加入すると、ベンチ入りメンバーからも外れた。Jリーグ最後の試合となったリーグ最終節のFC東京戦ではベンチ入り、試合終了間際から出場した。よみうりランドで行った引退会見 では涙ながらに心情を吐露し（「できれば、辞めたくなかったです」の台詞）、その場にいた記者から拍手が湧き上がり、チーム本拠地の東京スタジアムで行われた第81回天皇杯準々決勝の後で引退セレモニーが行われた。読売クラブ時代に同期入団し、ヴェルディを共に支えた菊池新吉と共に引退。Jリーグ通算成績は、237試合94得点

## 引退後
引退後は日本テレビで2002年日韓W杯、2006年ドイツW杯、2010年南アフリカW杯などでサッカー解説者を務め、東京スポーツで『武田修宏の直言』と題するサッカー解説コラムを執筆している他、タレントとしてバラエティ番組や旅番組などに出演している。NHK教育テレビ『スペイン語会話』の生徒役（2004年度）としてもレギュラー出演していた経歴をもつ。
引退後、地元静岡県の民放単発番組（街中を自由に散策して地元の人と触れ合う、いわゆるお散歩番組）でレポーターを務めたことがある。その際、JR清水駅前で清水エスパルスとの遠征試合にやって来たJリーグチームの選手バスと遭遇した。選手たちは著名選手の武田との偶然の遭遇に喜び、バスに乗っていた監督まで呼び出してはしゃいでいた。しかし監督はマスコミ取材と思って出てきたものの、単なるお散歩番組の道程中に遭遇しただけ、と知って「現場の仕事に復帰してくださいよお」と皮肉を言った。
2004年から2009年まで日本サッカー協会が認定するJFAアンバサダーとしてサッカーの普及に貢献している。2005年日本サッカー協会公認S級ライセンスを取得した。

## プレースタイル
フィジカル・テクニックなどの能力に特筆すべき点はなかったが、ポジショニングの上手さやゴールへの嗅覚は非常に優れており、仲間からのパスをはじめ、仲間のシュートミスしたボール、敵のパスミスに素早く反応してゴールを奪った。このプレースタイルから「ごっつあんゴーラー」とも言われた。これについて武田は、「往年のイタリア代表FWであるパオロ・ロッシやサルヴァトーレ・スキラッチのようなラッキーボーイ的な活躍をする選手とプレースタイルに通じるものがある」と自著で語っている。
磐田では背番号2をつけ右サイドバックでプレーすることが多かった。当時の磐田監督はオフトで、自分が指揮した時の日本代表のBチーム（控え選手のチーム）でサイドバックをやっていた武田を評価して磐田へ招いたとされる。ただし、後半に得意のセンターフォワードの位置に上がったり、先発時からセンターフォワードで出場した試合もあった。FWでの出場の多くは、同じチームにいたスキラッチとの交代だった。

## 人物

### サッカー選手・指導者
- 幼少期から静岡県内で天才サッカー少年と呼ばれ、同じ歳の中山雅史をもってして「（対等の）ライバルとしては見られなかった」と言わしめるほどの存在だった。当時の静岡県選抜でも、FWには武田という絶対的な存在がいたため、中山は本来のポジションではないDFへとコンバートされたほどである。後に磐田でチームメイトになった際には、逆に中山がFWで武田がDF（サイドバック）という形になる事が多くなった。
- 清水東高時代では、「武田が出場すると風が止む」と言われた。これは、武田のプレー見たさに女子学生が集まり、グラウンドの周りを囲むので風が遮られたためである[2][16]。
- パラグアイでは、「日本のマラドーナが来た」と騒がれた。その名付けは元パラグアイ代表GK・チラベルトであり、歓迎試合として所属クラブのルケーニョ対パラグアイ代表のゲームが行われた。当時は「一人部屋に戻ると、病気になると誰にも気づかれずに死んでしまうのではないか」と考えるほど孤独に耐えていたことを、後に明かしている[17]。
- 現役時代には三浦知良に顔が似ていることを度々指摘されており、現役引退後の2005年2月には実際に中国人記者が三浦と勘違いして武田に取材をして記事にしたという珍事もある。
- S級ライセンス取得の過程は武田が当時レギュラー出演をしていた「スポーツうるぐす」の1コーナーとなり、長期密着取材によってその修習内容の一部が紹介された。

### 私生活・タレント活動
- 武田の両親は父が長距離トラック運転手、母が看護師と共に深夜勤務がある職業だったため、比較的夜遅くまで練習量を多くこなすことが可能だったことで少年時代の活躍につながったともされる[18]。
- 父は金遣いが荒く借金を作ったため実家は貧しく、家には毎日のように借金取りが押しかけていた。また父が家族に暴力を振るうこともあり、武田が中学生の時に両親が一度離婚し、父は郷里の鹿児島へ戻った。こういった経緯から「サッカーと出会っていなかったら、グレていた」とも述べている。しかし、全国高等学校サッカー選手権大会でプレーする武田の姿をテレビで見て更生することを決意し、復縁するものの程なくして父親は体調を崩し、寝たきりとなってしまい、母は仕事のかたわら父の介護にあたった[18]。
- 2000年に南米パラグアイに移籍した理由は、叔父に預けていた自身の貯蓄1億数千万円余りを全て株式投資で消費されてしまうという金銭トラブルが発生しており、人間不信に陥った武田が日本を離れたくなったのが理由だったと後年に発言している[19]。
- 性格は几帳面な方で、朝起きたら必ず布団を乾燥機にかけ、また次の日着ていく服と履いていく靴は全部前夜のうちに用意しておくと言う。部屋も机の上も散らかっていると落ち着かないので常に掃除や整頓をしている。また、前夜どれだけ酒を飲んでも次の朝は必ず8時に起きるという規則正しい生活を送っていた[20]。
- 西川史子を口説いたことがある[21]。
- 高校サッカー時代からの経緯で日本テレビ系列との縁が深く、のちに長寿番組となる『おしゃれカンケイ』の第1回放送のゲストだった。
- 選手としての全盛期がバブル経済の後半からJリーグ発足直後のサッカーブーム時代に重なっていたため、スター選手だった武田の生活は派手だった[22]。ディスコ（クラブ）好きで、80年代後期からのバブル景気頃はマハラジャ、エムザ有明、ジュリアナ東京などへ週末に通い、パーティのように過ごしていた[23]。
- 50歳を過ぎた現在も独身で、近年語っている理想の結婚相手はOLのような普通の一般人女性とのこと。理想の家庭も普通の暖かい家庭と述べている[24][25]。
- 森光子の国民栄誉賞を記念して和田アキ子が記念パーティーを開き、その際にホリプロ所属タレントの後輩である武田に盛り上げ役を頼んだ。パーティの席上で武田は下ネタ話を連発し、見かねた和田に（制止の意味で）テーブルの下で足を蹴られても下ネタ話を続けていた[26]。
- 番組共演をきっかけにイタリア人の外国人タレントのベリッシモ・フランチェスコと親交を持ち、街で二人で遊ぶ姿が目撃されるたこともある[27]。
- 2019年9月、自動車を運転中に玉突き追突事故に巻き込まれ[28]、愛車のB8型アウディ・A4アバント[29] は大破し、頸椎捻挫の負傷を負った[30]。前方トラックの積み荷だった鉄パイプが武田の車にまで迫って来ており、死の恐怖を感じたという[31]。
- 高校時代に後に広瀬アリス・すず姉妹のおばとなる他校の女子高生と交際していた[32]。武田自身は後年、広瀬すずと共演した際に「武田さん、私のおばと付き合ってましたよ」と言われるまでこのことを知らなかったという[32]。
- 2022年3月31日付けでホリプロを退所。

### ファッション
- ファッションにおいては、イタリアに影響された面が大きく、頻繁に男性誌を切り抜いてはファイルしている。トレードマークは、襟の大きい白シャツに鮮やかなVネックニットに細身のジーンズや綿パンのコーディネート。革靴にいたっては、100足以上自宅に保管している上に、中にはイタリア製のフルオーダーで20万近くする物もある[33]。
- Jリーグが開幕した1993年にベストドレッサー賞（スポーツ・芸能部門）を受賞した[34]。
- 2011年にネイルクイーン（スポーツ部門）を受賞した[35]。

## 所属クラブ
- 佐藤サッカースポーツ少年団
- 浜松市立丸塚中学校
- 清水東高校
- 1986年 - 1995年 読売サッカークラブ/ヴェルディ川崎
- 1996年 ジュビロ磐田
- 1997年 ヴェルディ川崎
- 1997年7月 - 同年末 京都パープルサンガ
- 1998年 - 1999年 ジェフユナイテッド市原
- 2000年 ヴェルディ川崎
- 2000年6月 - 同年末 スポルティボ・ルケーニョ
- 2001年 東京ヴェルディ

## 個人成績
| 国内大会個人成績 | 国内大会個人成績 | 国内大会個人成績 | 国内大会個人成績 | 国内大会個人成績 | 国内大会個人成績 | 国内大会個人成績 | 国内大会個人成績 | 国内大会個人成績 | 国内大会個人成績 | 国内大会個人成績 | 国内大会個人成績 |
| 年度             | クラブ           | 背番号           | リーグ           | リーグ戦         | リーグ戦         | リーグ杯         | リーグ杯         | オープン杯       | オープン杯       | 期間通算         | 期間通算         |
| 年度             | クラブ           | 背番号           | リーグ           | 出場             | 得点             | 出場             | 得点             | 出場             | 得点             | 出場             | 得点             |
| 日本             | 日本             | 日本             | 日本             | リーグ戦         | リーグ戦         | JSL杯/ナビスコ杯 | JSL杯/ナビスコ杯 | 天皇杯           | 天皇杯           | 期間通算         | 期間通算         |
| ---------------- | ---------------- | ---------------- | ---------------- | ---------------- | ---------------- | ---------------- | ---------------- | ---------------- | ---------------- | ---------------- | ---------------- |
| 1986-87          | 読売             | 22               | JSL1部           | 22               | 11               | 0                | 0                | 5                | 3                | 27               | 14               |
| 1987-88          | 読売             | 22               | JSL1部           | 21               | 5                | 1                | 0                | 4                | 0                | 26               | 5                |
| 1988-89          | 読売             | 22               | JSL1部           | 15               | 4                | 3                | 0                | 3                | 2                | 21               | 6                |
| 1989-90          | 読売             | 12               | JSL1部           | 22               | 13               | 4                | 1                | 4                | 1                | 30               | 15               |
| 1990-91          | 読売             | 11               | JSL1部           | 22               | 9                | 2                | 0                | 1                | 0                | 25               | 9                |
| 1991-92          | 読売             | 9                | JSL1部           | 20               | 6                | 5                | 5                | 5                | 5                | 30               | 16               |
| 1992             | V川崎            | -                | J                | -                | -                | 11               | 4                | 5                | 1                | 16               | 5                |
| 1993             | V川崎            | -                | J                | 36               | 17               | 1                | 0                | 3                | 0                | 40               | 17               |
| 1994             | V川崎            | -                | J                | 40               | 23               | 3                | 1                | 0                | 0                | 43               | 24               |
| 1995             | V川崎            | -                | J                | 41               | 20               | -                | -                | 1                | 1                | 42               | 21               |
| 1996             | 磐田             | -                | J                | 24               | 4                | 14               | 2                | 1                | 0                | 39               | 6                |
| 1997             | V川崎            | 21               | J                | 4                | 0                | 6                | 1                | -                | -                | 10               | 1                |
| 1997             | 京都             | 32               | J                | 16               | 9                | 0                | 0                | 2                | 1                | 18               | 10               |
| 1998             | 市原             | 9                | J                | 33               | 13               | 6                | 2                | 1                | 0                | 40               | 15               |
| 1999             | 市原             | 9                | J1               | 24               | 6                | 2                | 1                | 0                | 0                | 26               | 13               |
| 2000             | V川崎            | 18               | J1               | 0                | 0                | 1                | 0                | -                | -                | 1                | 0                |
| パラグアイ       | パラグアイ       | パラグアイ       | パラグアイ       | リーグ戦         | リーグ戦         | リーグ杯         | リーグ杯         | オープン杯       | オープン杯       | 期間通算         | 期間通算         |
| 2000             | S・ルケーニョ    | -                | プリメラ         | 2                | 0                | -                | -                | -                | -                | 2                | 0                |
| 日本             | 日本             | 日本             | 日本             | リーグ戦         | リーグ戦         | リーグ杯         | リーグ杯         | 天皇杯           | 天皇杯           | 期間通算         | 期間通算         |
| 2001             | 東京V            | 9                | J1               | 19               | 2                | 2                | 0                | 0                | 0                | 21               | 2                |
| 通算             | 日本             | 日本             | J1               | 237              | 94               | 46               | 11               | 13               | 3                | 296              | 108              |
| 通算             | 日本             | 日本             | JSL1部           | 122              | 48               | 15               | 6                | 22               | 11               | 159              | 65               |
| 通算             | パラグアイ       | パラグアイ       | プリメラ         | 2                | 0                | -                | -                | -                | -                | 2                | 0                |
| 総通算           | 総通算           | 総通算           | 総通算           | \|361            | 142              | 61               | 17               | 35               | 14               | 457              | 173              |

その他の公式戦
- 1987-88年
  - アジアクラブ選手権 2試合0得点
- 1989年
  - アジア・アフリカクラブ選手権 2試合1得点
- 1990年
  - コニカカップ 7試合2得点
- 1991年
  - コニカカップ 5試合0得点
  - アジアクラブ選手権 2試合1得点
- 1992年
  - ゼロックス・チャンピオンズ・カップ 2試合1得点
  - アジアクラブ選手権 2試合0得点
- 1993年
  - Jリーグチャンピオンシップ 2試合0得点
- 1994年
  - サンワバンクカップ 1試合0得点
  - XEROX SUPER CUP 1試合1得点
  - アジアクラブ選手権 1試合0得点
  - Jリーグチャンピオンシップ 2試合0得点
- 1995年
  - XEROX SUPER CUP 1試合0得点
  - アジアクラブ選手権 3試合5得点
  - Jリーグチャンピオンシップ 1試合0得点
- 1997年
  - XEROX SUPER CUP 1試合0得点
- 1998年
  - J1参入決定戦 2試合1得点

その他
- Jリーグオールスターサッカー選出 : 6回(1993, 1994, 1996, 1997,  1998, 1999,)

## 個人タイトル
- 1983年度 - 全国高校サッカー選手権得点王
- 1986-87年 - 日本サッカーリーグベストイレブン、新人王
- 1986年度 - 日本年間最優秀選手賞
- 1989-90年 - 日本サッカーリーグベストイレブン
- 1990-91年 - 日本サッカーリーグベストイレブン
- 1994年 - Jリーグベストイレブン

## 代表歴

### 試合数
- 36試合出場 国際Aマッチ 18試合 1得点(1987年 - 1994年)
- Aマッチ以外では1992年にAZアルクマールとの親善試合[36]、1993年にユヴェントスFCとの親善試合でそれぞれ1得点を挙げている[37]。

| 日本代表 | 国際Aマッチ | 国際Aマッチ |
| 年       | 出場        | 得点        |
| -------- | ----------- | ----------- |
| 1987     | 4           | 1           |
| 1988     | 0           | 0           |
| 1989     | 0           | 0           |
| 1990     | 4           | 0           |
| 1991     | 2           | 0           |
| 1992     | 2           | 0           |
| 1993     | 4           | 0           |
| 1994     | 2           | 0           |
| 通算     | 18          | 1           |

### 出場
| No. | 開催日         | 開催都市     | スタジアム                     | 対戦相手         | 結果 | 監督                         | 大会               |
| --- | -------------- | ------------ | ------------------------------ | ---------------- | ---- | ---------------------------- | ------------------ |
| 1.  | 1987年04月08日 | 東京都       | 国立霞ヶ丘競技場陸上競技場     | インドネシア     | ○3-0 | 石井義信                     | オリンピック予選   |
| 2.  | 1987年04月12日 | 東京都       | 国立霞ヶ丘競技場陸上競技場     | シンガポール     | ○1-0 | 石井義信                     | オリンピック予選   |
| 3.  | 1987年06月26日 | インドネシア |                                | インドネシア     | ○2-1 | 石井義信                     | オリンピック予選   |
| 4.  | 1987年09月18日 | 東京都       | 国立霞ヶ丘競技場陸上競技場     | ネパール         | ○9-0 | 石井義信                     | オリンピック予選   |
| 5.  | 1990年07月27日 | 北京         |                                | 韓国             | ●0-2 | 横山謙三                     | ダイナスティカップ |
| 6.  | 1990年07月29日 | 北京         |                                | 中華人民共和国   | ●0-1 | 横山謙三                     | ダイナスティカップ |
| 7.  | 1990年07月31日 | 北京         |                                | 北朝鮮           | ●0-1 | 横山謙三                     | ダイナスティカップ |
| 8.  | 1990年09月28日 | 北京         |                                | サウジアラビア   | ●0-2 | 横山謙三                     | アジア大会         |
| 9.  | 1991年06月02日 | 山形県       | 山形県総合運動公園陸上競技場   | タイ             | ○1-0 | 横山謙三                     | キリンカップ       |
| 10. | 1991年07月27日 | 長崎県       | 長崎県立総合運動公園陸上競技場 | 韓国             | ●0-1 | 横山謙三                     | 日韓定期戦         |
| 11. | 1992年05月31日 | 東京都       | 国立霞ヶ丘競技場陸上競技場     | アルゼンチン     | ●0-1 | ハンス・オフト               | キリンカップ       |
| 12. | 1992年06月07日 | 愛媛県       | 愛媛県総合運動公園陸上競技場   | ウェールズ       | ●0-1 | ハンス・オフト               | キリンカップ       |
| 13. | 1993年04月11日 | 東京都       | 国立霞ヶ丘競技場陸上競技場     | バングラデシュ   | ○8-0 | ハンス・オフト               | ワールドカップ予選 |
| 14. | 1993年04月30日 | ドバイ       |                                | バングラデシュ   | ○4-1 | ハンス・オフト               | ワールドカップ予選 |
| 15. | 1993年10月25日 | ドーハ       |                                | 韓国             | ○1-0 | ハンス・オフト               | ワールドカップ予選 |
| 16. | 1993年10月28日 | ドーハ       |                                | イラク           | △2-2 | ハンス・オフト               | ワールドカップ予選 |
| 17. | 1994年09月27日 | 東京都       | 国立霞ヶ丘競技場陸上競技場     | オーストラリア   | △0-0 | パウロ・ロベルト・ファルカン | 国際親善試合       |
| 18. | 1994年10月03日 | 広島県       | みよし運動公園陸上競技場       | アラブ首長国連邦 | △1-1 | パウロ・ロベルト・ファルカン | アジア大会         |

### 得点数
| # | 年月日       | 開催地     | 対戦国       | スコア | 結果 | 試合概要       |
| - | ------------ | ---------- | ------------ | ------ | ---- | -------------- |
| 1 | 1987年4月8日 | 日本、東京 | インドネシア | 3-0    | 勝利 | ソウル五輪予選 |

## 指導歴
- 2007年2月8日～17日 東京ヴェルディ特別コーチ（トレーニングキャンプの期間中）[38]
- 2024年 名古屋グランパスエイト特別コーチ

## 出演

### テレビ番組
- 愛するために愛されたい（2003年、TBS系） - 星野真二役
- NHK スペイン語会話（2004年-2005年、NHK教育）
- スポーツうるぐす（日本テレビ系）
- おとなの学力検定スペシャル小学校教科書クイズ!（2007年10月9日、12月30日、2008年3月30日、9月30日、日本テレビ系）
- スター☆ドラフト会議（2011年4月12日 - 2013年3月5日） - イジリ隊→スター☆アドバイザー（準レギュラー）
- BOAT RACEライブ（2012年4月 - 、BSフジ等）※SG開催時のみ[39]
- ハイボール万歳!（2013年5月13日 - 、BS-TBS）
- 快傑えみちゃんねる （関西テレビ）
- 音ボケPOPS（TOKYO MX）
- アッコにおまかせ!（TBS）
- クイズ!脳ベルSHOW（BSフジ)

### ウェブテレビ
- 和田アキ子 史上初の誕生会生中継（2019年4月10日、AbemaTV）[40]

### CM
- マルちゃん麺づくり（東洋水産） - 都並敏史、菊原志郎、藤川孝幸との共演
- コカ・コーラ
- カネボウガム、こおりのしずく

### ゲーム
Jリーグ開幕当初、武田の名前を冠したサッカーゲームが発売された。
実在の大会名（ワールドカップ、（日本の）高校サッカー選手権、その他）、実在のリーグ・組織名（FIFA、セリエA、Jリーグ、その他）、実在のチーム名などを冠したサッカーゲームは多数ある。また有名選手を起用し、ゲームタイトル名に選手名を冠したゲームも多数発売されている。（ジーコ、ラモス瑠偉など）
しかし実在の選手名が冠されたテレビゲームが3本も発売された選手は武田修宏をおいて他になく、2021年現在、「世界で最も多数（3本）の個人選手名を冠したテレビゲームが発売された選手」である。
- 武田修宏のスーパーカップサッカー（英語版）（1993年、スーパーファミコン、ジャレコ）
- 武田修宏のスーパーリーグサッカー（1994年、スーパーファミコン、ジャレコ）
- 武田修宏のエースストライカー（1994年、ゲームボーイ、ジャレコ）

### 映画
- シュート!（1994年） - 本人役
- サンクチュアリ（2005年）
- GOAL!（日本公開2006年） - アラン・シアラー役（日本語吹き替え）
- 天まであがれ！！（2006年、「天まであがれ!!」製作事業コンソーシアム、イエスビジョンズ）
- アフロ田中（2012年）

## 著書
- 『ゼロからのキックオフ』（日本文化出版、1993年） ISBN 978-4931033962
- 『スタイル ─ 武田流ポジティブの貫き方』（アクアハウス、2002年6月） ISBN 978-4860460440